# Jairo Coronel
Jairo Nicolás Coronel Valdez (Montevideo, Uruguay, Uruguay, 4 de marzo de 1996) es un futbolista uruguayo que juega como centrocampista en Deportes Copiapó de la Primera B de Chile.

## Trayectoria
Como juvenil, tuvo pasos por las inferiores de River Plate de Montevideo y Rentistas. Luego de un paso por Boston River sin ver minutos, debutó profesionalmente en 2018 defendiendo la camiseta de Uruguay Montevideo, en donde estuvo por 4 temporadas. En 2022, jugó por Miramar Misiones y Atenas.
En 2023, firmó con Cerro de la Primera División de Uruguay. El año siguiente jugó para Cerro Largo, en donde participó en la Copa Sudamericana 2024, y un segundo paso por Miramar Misiones.
En 2025, se trasladó a Chile, firmando con Deportes Copiapó de la Liga de Ascenso, junto a su compatriota Briam Acosta.

## Clubes
| Club                 | País    | Año       |
| -------------------- | ------- | --------- |
| Rentistas            | Uruguay | 2015-2016 |
| Boston River         | Uruguay | 2016-2017 |
| Uruguay Montevideo   | Uruguay | 2018-2021 |
| Miramar Misiones     | Uruguay | 2022      |
| → CA Atenas (cedido) | Uruguay | 2022      |
| Cerro                | Uruguay | 2023      |
| Cerro Largo          | Uruguay | 2024      |
| Miramar Misiones     | Uruguay | 2024      |
| Deportes Copiapó     | Chile   | 2025-Act. |